# 2016年美國網球公開賽
2016年美國網球公開賽（2016 US Open）是第136屆美國網球公開賽，在美國網球協會比莉·珍·金網球中心舉行。本屆賽事的男子單打冠軍是斯坦·瓦林卡，女子單打冠軍是安赫利奎·克柏。這一屆美國網球公開賽在美國國內的轉播商是ESPN。